# Sailen Manna
Sailendra Nath Manna (Howrah, 1 de setembro de 1924 – Calcutá, 27 de fevereiro de 2012), mais conhecido por Sailen Manna, foi um futebolista indiano que atuava como zagueiro. Considerado o melhor futebolista indiano e um dos melhores zagueiros da Ásia de todos os tempos, era conhecido por sua excelente capacidade de antecipação de jogadas, cobertura e forte cobrança de falta. Não à toa, em 1953 ele se tornou o único jogador de futebol asiático até hoje a ser nomeado entre os 10 melhores capitães do mundo pela Federação Inglesa de Futebol, num anuário elaborado pela entidade, à época.
Ele costumava manter uma foto de Deusa Kali, a conquistadora de demônios descalça, guardada em seu bolso.

## Carreira
Ele representou e foi capitão da Seleção Indiana em diferentes competições internacionais, incluindo duas Olimpíadas, e também em Jogos Asiáticos. Ele também tem um recorde de jogar pelo Mohun Bagan, um dos melhores clubes da Índia, por um período contínuo de 19 anos.
Sob a capitania de Manna, a Índia ganhou a medalha de ouro nos Jogos Asiáticos de 1951 e também venceu o Torneio Quadrangular por quatro anos consecutivos, de 1952 a 1956.
Dois de seus maiores arrependimentos na vida são perder o primeiro pênalti contra a França nas Olimpíadas de Londres, em 1948, e recusar a chance de cumprir o segundo pênalti porque estava com medo de errar novamente.

## Falecimento
Depois de passar algum tempo doente, Manna morreu em um hospital particular em Calcutá numa segunda-feira, 27 de fevereiro de 2012, aos 87 anos.

## Prêmios e Homenagens
- 1953 - Incluído na lista dos 10 melhores capitães do mundo pela English FA em 1953.[2]
- 1971 - Agraciado com um Padma Shri (o quarto maior prêmio civil na Índia) pelo Governo da Índia.[4]
- 2000 - Recebeu o prêmio de "Jogador de Futebol do Milênio" pela All India Football Federation.[5]
- 2001 - Recebeu o prêmio "Mohun Bagan Ratna", que é dado a ex-grandes jogadores do clube de futebol Mohun Bagan.[6]